# Langues romanes orientales
Les langues romanes orientales sont les langues romanes apparues dans la partie orientale de la Romania (zone d’influence linguistique de l’Empire romain).

## Présentation
Selon les auteurs, les langues romanes orientales peuvent inclure, de la définition la plus large à la plus étroite, plusieurs diasystèmes :
- les langues italo-romanes de la moitié méridionale de l’Italie au sud de la ligne La Spezia-Rimini et les langues balkano-romanes (dalmate issu de l’illyro-roman et langues roumaines issues du thraco-roman)[2],[3] ; il s'agit du point de vue le plus courant et celui traditionnellement retenu par les études romanes[4],[5],[6] ;
- les langues romanes des Balkans, soit le dalmate (éteint) et le diasystème roman de l'Est, mais sans l’Italie du Sud[7] ;
- seulement les langues roumaines issues du proto-roumain[8], qui font l’objet d’un débat secondaire entre linguistes roumains : le diasystème roman de l’Est est-il unique[9] ou bien s’agit-il de deux diasystèmes (dacoroumain et istro-roumain d’un côté, aroumain et apparentés de l’autre)[10]?

Les langues romanes orientales issues du proto-roumain sont parlées en Roumanie (85 % de la population), en Moldavie (78 % de la population) et minoritairement (moins de 5% de la population) dans le sud-ouest de l'Ukraine, en Istrie croate, dans l'est de la Hongrie, dans le nord-est de la Serbie, en Bulgarie, en Macédoine du Nord, en Albanie et en Grèce.
Ce groupe de langues exclut donc les langues romanes occidentales, celles apparues dans la partie occidentale de la Romania, à savoir : gallo-roman au sens large (français / langue d'oïl, occitan, catalan et parlers cisalpins rhéto-frioulans et gallo-italiens) et l’ibéro-roman au sens strict (groupes espagnol / aragonais / astur-léonais et portugais-galicien),.

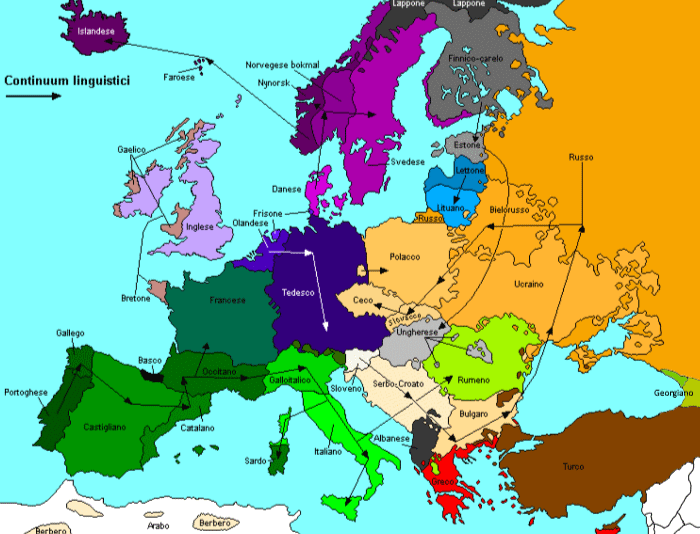
Principaux continuums linguistiques d’Europe. En vert clair les langues romanes orientales au sud de la ligne La Spezia-Rimini. Les flèches indiquent les directions de continuité.
----
Langues romanes
Langues germaniques occidentales
Langues scandinaves
Langues slaves

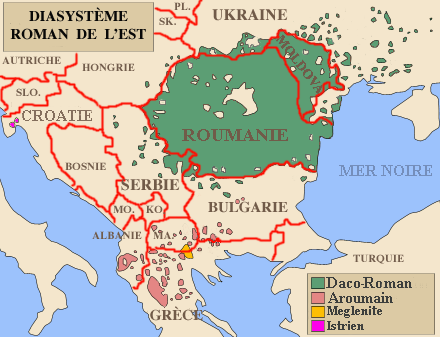
Le diasystème roman de l'Est parmi les langues romanes orientales.

La division entre les deux blocs se fonde sur certains traits évolutifs distinctifs et notables, comme la vocalisation de -s final latin en -i, et une tendance au maintien de l’accentuation proparoxytone et des consonnes occlusives sourdes intervocaliques,.

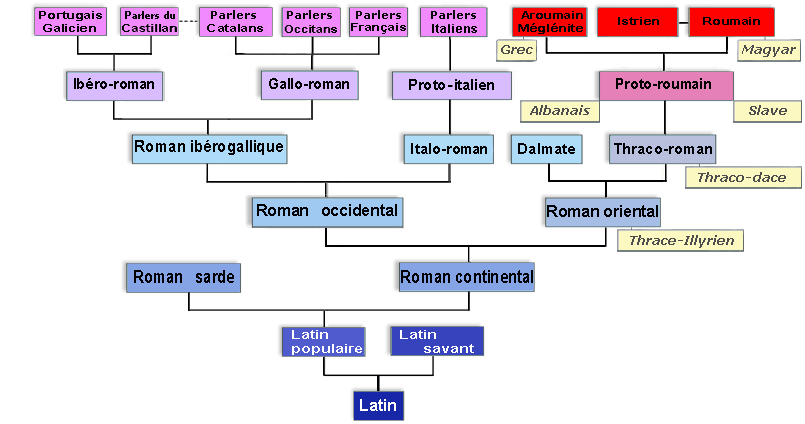
La place des langues romanes orientales parmi les langues romanes, et les influences subies.

Le sarde lato sensu — c'est-à-dire incluant le corse méridional — occupe une place particulière en raison d’un maintien de traits anciens, et est parfois considéré comme un troisième groupe,.